# Blues & Poetry
Blues & Poetry is een muziekalbum van Astrid Seriese en Erwin van Ligten uitgebracht in 2018.
Dit album is het vierde album van Erwin van Ligten, waarop hij een duo vormt met zangeres Astrid Seriese. Het album bevat een verzameling songs die zij hebben gespeeld in hun gelijknamige theatershows.
De songs zijn van artiesten uit de jazz- en de bluesgeschiedenis van de Verenigde Staten die hun persoonlijke voorkeur genieten. Deze zijn aangevuld met door hen op muziek gezette gedichten en poëzie van bekende dichters en schrijvers.

## Muzikanten
- Astrid Seriese - zang
- Erwin van Ligten - akoestische en elektrische gitaar, banjo en tweede stem op track 6.

## Tracklist
| 1.                 | Stranger In Paradise                        | Robert Wright, George Forest, muziek gebaseerd op thema van Aleksandr Borodin | 4:14 |
| 2.                 | God Bless The Child                         | Billy Holiday, Arthur Herzog jr                                               | 3:19 |
| 3.                 | I'm On My Way                               | Mahalia Jackson                                                               | 3:22 |
| 4.                 | Rocks In My Bed                             | Duke Ellington                                                                | 5:23 |
| 5.                 | Empty Bed Blues                             | Bessie Smith                                                                  | 3:12 |
| 6.                 | Good Times                                  | A. Seriese, E. van Ligten                                                     | 3:45 |
| 7.                 | Calling You                                 | Bob Telson                                                                    | 4:35 |
| 8.                 | Rockin' a Man, Stone Blind                  | Carolyn Beard Whitlow, A. Seriese                                             | 6:11 |
| 9.                 | Aint Got No - I Got Life                    | Gerome Ragni, James Rado, Galt MacDermot                                      | 3:33 |
| 10.                | Y Después                                   | Federico García Lorca, Louis Andriessen                                       | 2:58 |
| 11.                | Lovely Little Boy                           | Carla Ghebrial, A. Seriese                                                    | 3:01 |
| 12.                | Alone                                       | Maya Angelou, A. Seriese, E. van Ligten                                       | 4:18 |
| 13.                | River (niet vermeld op sommige cd-uitgaven) | Joni Mitchell                                                                 | 3:17 |
| Totale duur: 51:08 |                                             |                                                                               |      |